# Brezovo (gmina Litija)
Brezovo – wieś w Słowenii, w gminie Litija. W 2018 roku liczyła 79 mieszkańców.